# 운흥군
운흥군(雲興郡)은 조선민주주의인민공화국의 량강도에 속한 군이다. 군의 이름은 혜산군 운흥리(대오시천로동자구의 옛 이름)에서 유래했다.

## 지리
압록강의 지류가 북서쪽을 향해서 흐르고 있는 지형이다. 백두고원의 남서쪽 가장자리에 놓여있고 최고봉은 대각봉(2,121m)이다. 주요 하천으로는 운총강, 오시천, 대동천이 있다. 전체 면적의 86%가 산림이다.
북쪽으로는 보천군, 서쪽은 혜산시, 남쪽은 갑산군과 접해 있다. 동쪽으로는 백암군, 함경남도 단천시가 있다. 백암군 쪽에서 혜산시 쪽까지 백두산청년선이 군을 통과하고 있다.

## 역사
1896년에는 함경남도 갑산군의 일부였으나 1942년에 혜산군에 편입되었다. 1954년 10월 1일에 량강도가 생기면서 혜산군 혜산읍, 춘동리, 위연포로동자구, 영흥리, 중리가 혜산시로 개편하면서 혜산군의 나머지 지역을 묶어 만든 군이다. 혜산군 운흥리가 운흥읍으로 개편했다.1958년에 생장리를 로동자구로 개편하고 1961년에는 로중리, 신장리, 오시천리, 운총리, 장안리가 혜산시에 넘어가고 백암군 령하리가 편입되었으며 대상리가 대전평리로 개칭됐으며 일건리와 룡암리가 신전리와 통합해 로동자구로 개편하고 운흥읍을 대오시천리로 개편하고 봉두리를 운흥읍으로 개편하였다. 1967년에 생장로동자구의 일부가 남중로동자구로,령하리가 로동자구로 개편했으며 갑산군 오일리와 신중리 일부로 오일로동자구로 개편했으며 1981년에 대오시천리가 로동자구로 개편했으며 오일로동자구가 갑산군으로 넘어 가면서 일부가 대동로동자구로 개편되었다. 1982년에 장언리가 잠운리로 개칭했으며 1983년에 대덕리와 룡포리,대전평리가 로동자구로 개편하였다.

## 경제
농업의 발전은 미약하나 감자, 밀, 콩이 재배된다. 벌목이 주요 산업이고 목재가공업이 제조업의 대부분을 차지하고 있다. 또한 광산에서 구리, 황화물, 납, 고령석, 텅스텐이 생산된다.

## 행정 구역
운흥읍과 10로동자구, 10리로 구성되어 있다.
- 대전평로동자구 (大田坪勞動者區)
- 일건로동자구 (日建勞動者區)
- 대오시천로동자구 (大五是川勞動者區)
- 생장로동자구 (生長勞動者區)
- 룡포로동자구 (龍浦勞動者區)
- 룡암로동자구 (龍岩勞動者區)
- 대덕로동자구 (大德勞動者區)
- 령하로동자구 (嶺下勞動者區)
- 남중로동자구 (南中勞動者區)
- 대동로동자구 (大洞勞動者區)
- 대하리 (大下里)
- 대중리 (大中里)
- 동포리 (洞浦里)
- 잠운리 (潛雲里)
- 심포리 (深浦里)
- 장항리 (獐項里)
- 동평리 (東坪里)
- 신중리 (新中里)
- 상산리 (上山里)
- 복안리 (福安里)

## 같이 보기
- 조선민주주의인민공화국의 지리
- 조선민주주의인민공화국의 행정 구역